# Andreas Pietschmann
Andreas Pietschmann (ur. 22 marca 1969 w Würzburgu) – niemiecki aktor filmowy, teatralny i telewizyjny.

## Życiorys
Urodził się w Würzburgu jako drugi z sześciorga dzieci. Był związany z lokalnym klubem piłkarskim Würzburger Kickers i początkowo chciał zostać zawodowym piłkarzem, ale wypadek samochodowy przekreślił karierę sportową.
Związał się z teatrem Westfälische Schauspielschule w Bochum (1993-96), gdzie zagrał w spektaklach takich jak Śmierć Dantona, Fedra, Wiele hałasu o nic, John Gabriel Borkman i Roberto Zucco. Potem występował w Thalia Theater w Hamburgu (2000–2007).
Wystąpił jako Konny von Brendorp w serialu Sat.1 Jednostka specjalna (GSG 9 – Ihr Einsatz ist ihr Leben, 2007–2008). We włosko-niemieckim serialu Maria z Nazaretu (Ihr Name war Maria, 2012) wcielił się w postać Jezusa. W serialu RTL Mężczyźni! Wszystko na początek (Männer! – Alles auf Anfang, 2014) jako Ben Schäfer nie może operzeć się żadnej kobiecie.

## Filmografia

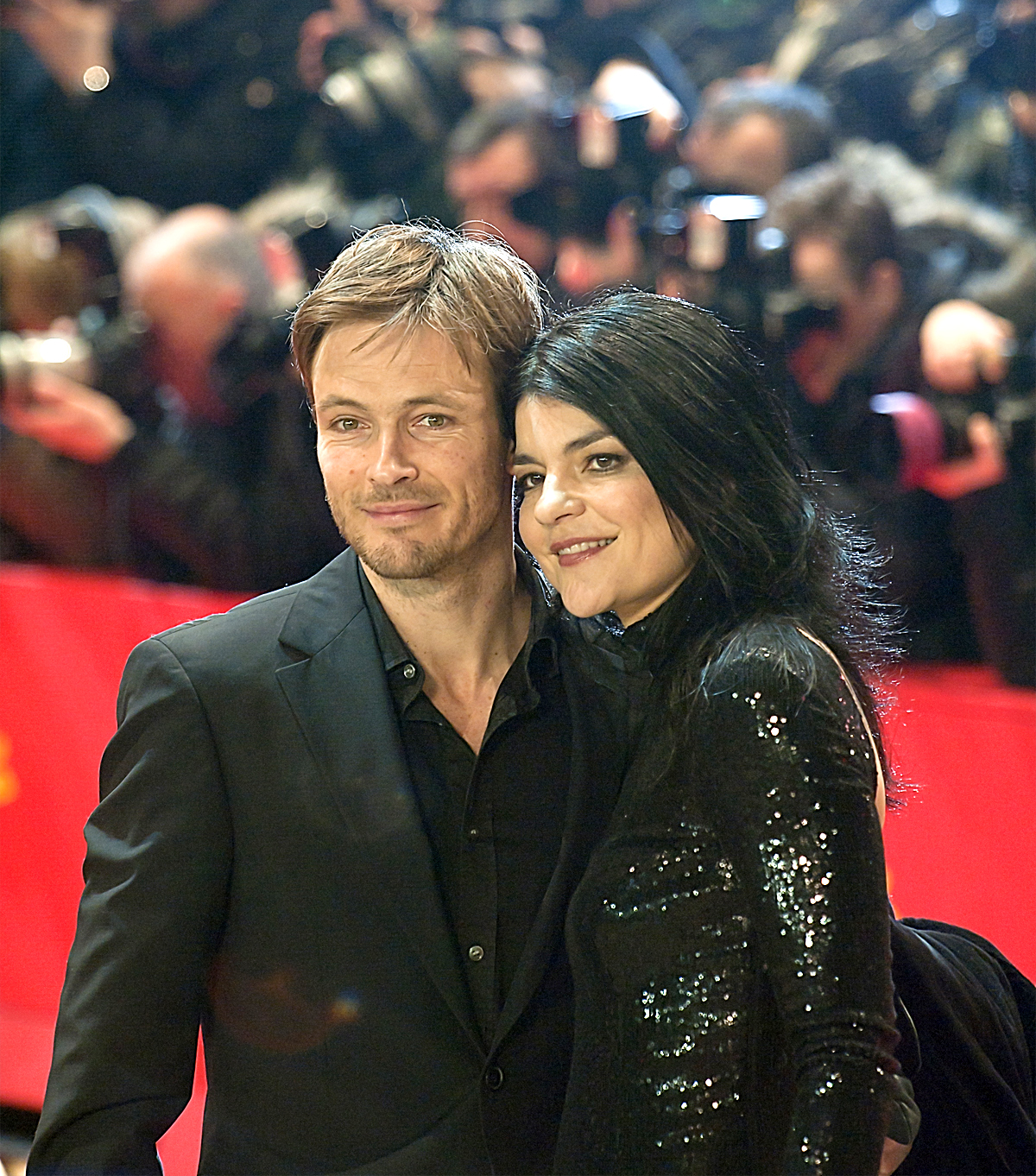
Pietschmann z Jasmin Tabatabai na 61. MFF w Berlinie (2011).

### Filmy fabularne
- 1996: Prawdziwi faceci (Echte Kerle) jako Marco
- 1999: Słoneczna aleja (Sonnenallee) jako Szejk z Berlina
- 2005: Apollonia (TV) jako Max Kaminski
- 2009: Altiplano jako Paul
- 2009: Wrota piekieł (Vorzimmer zur Hölle, TV) jako dr Phillip Richter
- 2013: Bella i Sebastian (Belle and Sebastian) jako Podporucznik Peter
- 2014: Siostry i Schiller (Die geliebten Schwestern) jako Friedrich von Beulwitz
- 2020: Ojcowie kontra zięciowie (Es ist zu deinem Besten) jako Pierre

### Seriale TV
- 1998: Schimanski jako Stricher
- 2000: Anke jako Jo
- 2005–2007: Vier gegen Z jako Matreus
- 2007: Tatort: Fettkiller jako dr Neumann
- 2007–2008: Jednostka specjalna (GSG 9 – Ihr Einsatz ist ihr Leben) jako Konny von Brendorp
- 2010: Donna Leon jako dr Linero
- 2011: Telefon 110 (Polizeiruf 110) jako Felix
- 2011: Tatort: Der schöne Schein jako Holger Riekert
- 2012: Policja kryminalna (Der Kriminalist) jako dr Bernd Büttner
- 2012: Telefon 110 (Polizeiruf 110) jako Felix
- 2012: Maria z Nazaretu (Ihr Name war Maria) jako Jezus
- 2013: Telefon 110 (Polizeiruf 110) jako Felix
- 2013: SOKO 5113 jako Alexander Rohde
- 2014: Telefon 110 (Polizeiruf 110) jako Felix
- 2017–2020: Dark jako nieznajomy / Jonas (dorosły)
- 2021: Tatort: Wo ist Mike? jako Mikes Vater